# Płaszczyzna w
Płaszczyzna w – płaszczyzna powstała z przekształcenia płaszczyzny Z na płaszczyznę z (nową) zmienną {\displaystyle w,} która zastępuje zmienną {\displaystyle z} przez podstawienie:
{\displaystyle w={\frac {2}{t}}{\frac {z-1}{z+1}}.}
Jest to tak zwane przekształcenie {\displaystyle w}.
Powyższa zależność opisuje w istocie tzw. przekształcenie bilinearne stosowane też do przekształcania płaszczyzny S na płaszczyznę Z (zob. metoda Tustina).
Dokonując przekształcenia płaszczyzny Z na płaszczyznę w, do transmitancji {\displaystyle G(z)} podstawia się:
{\displaystyle z={\frac {{\frac {2}{T}}+w}{{\frac {2}{T}}-w}}={\frac {m+w}{m-w}},}
gdzie {\displaystyle m={\frac {2}{T}}.}
Należy przy tym zauważyć, że dziedzina {\displaystyle w} nie jest tym samym co zespolona dziedzina „s” przekształcenia Laplace’a. Aby wynik transformaty bilinearnej stał się równy dziedzinie „s”, sygnał musi być odpowiednio przekształcony, by odpowiednio uwzględnić nieliniową naturę transformaty bilinearnej (podobny wymóg występuje, gdy przekształcenie bilinearne używane jest do przekształcania płaszczyzny S na płaszczyznę Z).
Częstotliwości dziedziny {\displaystyle w} związane są z częstotliwościami dziedziny „s” następującą zależnością:
{\displaystyle \omega _{w}={\frac {2}{T}}\operatorname {tg} \left({\frac {\omega _{s}T}{2}}\right).}
Jest to tak zwana charakterystyka zwichrowania częstotliwości (ang. frequency warping characteristic).
Aby przeciwdziałać skutkom zwichrowania częstotliwości, można dokonać uprzedniego zwichrowania (ang. pre-warp) równania dziedziny {\displaystyle z,} wykorzystując odwrotną charakterystykę zwichrowania. Jeśli równanie zostanie poddane uprzedniemu zwichrowaniu przed transformacją, to położenie biegunów układu po transformacji będzie wierniej odzwierciedlać ich położenie z dziedziny „s”. W dziedzinie częstotliwości dokonuje się więc podstawienia:
{\displaystyle w=j\omega _{w}=j{\frac {2}{T}}\operatorname {tg} {\frac {\omega T}{2}}.}
Powyższe działanie w literaturze anglojęzycznej znane jest jako prewarping.
Transformacja {\displaystyle w} motywowana jest tym, że transmitancja dyskretna {\displaystyle G(z)} po podstawieniu {\displaystyle z=e^{j\omega T}} staje się zazwyczaj funkcją niewymierną i dlatego nie ma możliwości prowadzenia dalszej analizy dyskretnych charakterystyk częstotliwościowych na płaszczyźnie Z. Wówczas wyjściem z tej trudności jest transformacja płaszczyzny Z na płaszczyznę {\displaystyle w.}
Aby prowadzić analizę częstotliwościową układów dyskretnych, dokonuje się podstawienia, korzystając z powyższych równości, tak by z {\displaystyle G(z)} otrzymać {\displaystyle Gj\omega w;} następnie transmitancja ta może zostać przedstawiona w postaci wykresu Bodego lub wykresu Nyquista.